# Marjorie Lawrence
Marjorie Florence Lawrence, CBE (Deans Marsh, a 135 km. da Melbourne, 17 febbraio 1907 – Little Rock, 13 gennaio 1979), è stata un soprano australiano, in particolare nota come interprete delle opere di Richard Wagner. È stata il primo soprano del Metropolitan Opera House a eseguire la scena dell'immolazione ne Il crepuscolo degli dei, cavalcando il suo cavallo tra le fiamme come intendeva Wagner. Fu colpita dalla poliomielite nel 1941. La Lawrence in seguito prestò servizio presso la facoltà della School of Music presso la Southern Illinois University Carbondale.

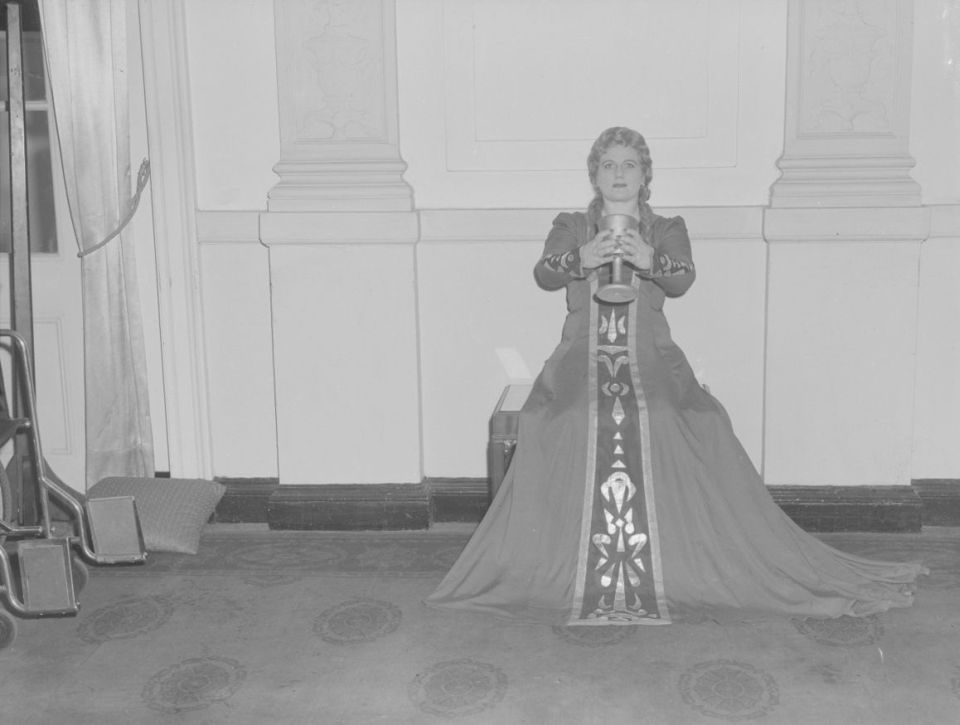
Marjorie Lawrence nel 1943, molto probabilmente a Montreal

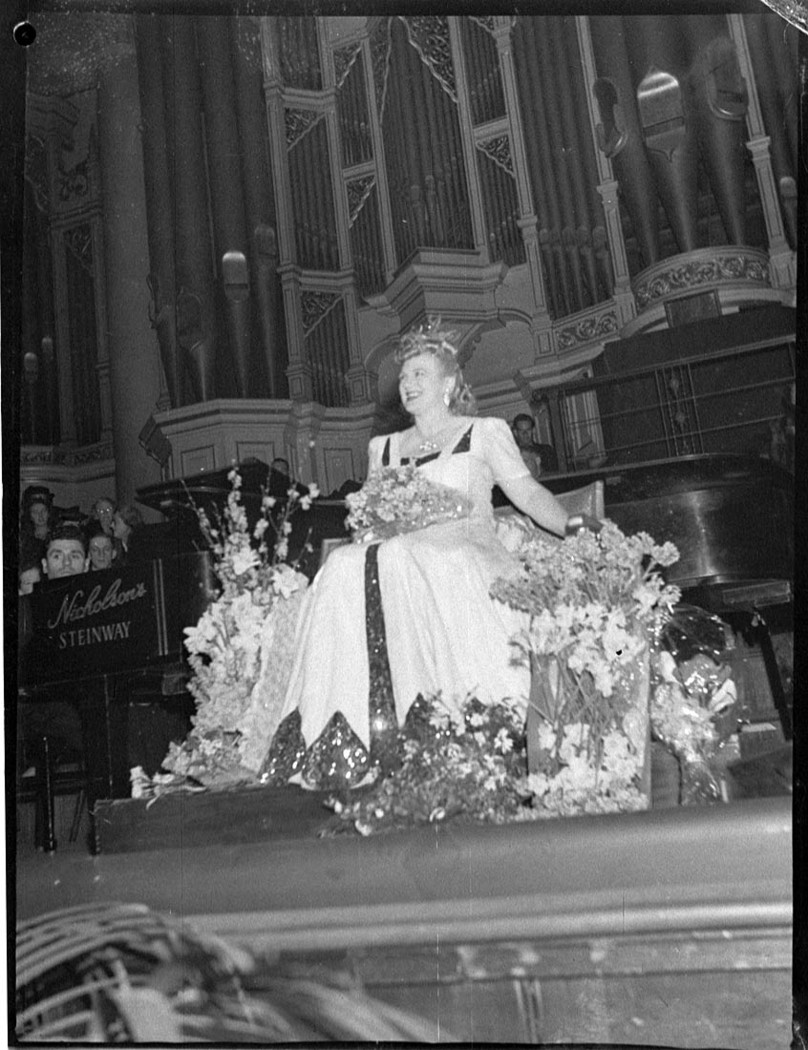
Marjorie Lawrence, Municipio di Sydney, settembre 1944

La storia della sua vita è stata raccontata nel film del 1955 Oltre il destino (Interrupted Melody), in cui fu interpretata da Eleanor Parker, che è stata nominata per l'Oscar come migliore attrice per la sua esibizione nei panni della Lawrence.

## Primi anni
Marjorie Lawrence nacque a Deans Marsh, 135 km (84 mi) a sud-ovest di Melbourne. Era la quinta di sei figli di William Lawrence, il macellaio locale, ed Elizabeth (nata Smith) Lawrence, organista di chiesa. Sua madre morì quando Lawrence aveva due anni e fu cresciuta dalla madre di suo padre. Marjorie frequentò le scuole locali, entrò nel coro della St Pauls Church of England e diventò solista all'età di dieci anni. Il suo interesse per l'opera fu acceso dai dischi grammofonici di Nellie Melba e Clara Butt. Da adolescente vinse numerosi concorsi vocali e all'età di 18 anni si recò a Melbourne per lavoro. Ricevette lezioni di canto da Ivor Boustead, ma dovette tornare a casa a causa di difficoltà finanziarie. La Lawrence non riuscì a ottenere un posto alle competizioni di Royal South Street a Ballarat, ma vinse il Sun Aria a Geelong nel 1928. Il baritono australiano John Brownlee le consigliò di studiare a Parigi con Cécile Gilly. La Lawrence si imbarcò presso una famiglia francese e, sotto l'insegnamento di Gilly, riuscì di estendere il suo registro vocale superiore della sua voce.

## Carriera
Nel gennaio 1932 fece il suo debutto operistico a Monte Carlo nel ruolo di Elisabeth nel Tannhäuser di Richard Wagner. Il 25 febbraio 1933 fece la sua prima apparizione all'Opéra Garnier di Parigi, cantando Ortrud in Lohengrin e nello stesso anno cantò nella prima mondiale del Vercingétorige di Joseph Canteloube.
Il 18 dicembre 1935 fece il suo debutto al Metropolitan Opera di New York cantando Brünnhilde ne La Valchiria e l'anno successivo eseguì la scena dell'immolazione ne Il crepuscolo degli dei cavalcando il suo cavallo tra le fiamme come aveva inteso Wagner, il primo soprano del Metropolitan a farlo. Era stata una bambina atletica e aveva imparato a cavalcare in Australia. In questa famosa performance, Lauritz Melchior era il suo Sigfrido. La performance fu registrata ed è l'unico Crepuscolo degli dei completo con Melchior nei panni di Siegfried mai registrata.
La fisicità e la bellezza della Lawrence l'hanno resa popolare tra il pubblico: eseguì la "Danza dei sette veli" nella Salomè di Richard Strauss in modo più convincente della maggior parte degli altri soprani. Così come la sua grande connazionale, Florence Austral, aveva potuto alternare il ruolo di Brünnhilde con Frida Leider, lei stessa riuscì ad alternare il ruolo con Kirsten Flagstad al Metropolitan nel 1937.
Rifiutò un piccolo ruolo nella prima dell'opera Œdipe di George Enescu nel 1938, cosa che indusse il suo collega australiano (di adozione) Hephzibah Menuhin (un caro amico di Enescu) a considerare il soprano "snob e meschina".
La Lawrence tornò periodicamente in Australia dal 1939, dove il critico inglese Neville Cardus scrisse del "pathos inconsapevole" e della 'poesia intima' nelle sue esibizioni, della 'superba gamma' della sua voce potente, 'ricca di splendore vocale' in tutto".
Nel 1939 fu annunciato che avrebbe interpretato Dame Nellie Melba nel film The Life of Melba per la Cinesound Productions australiana. Tuttavia il film non si fece mai a causa della guerra.
Il 29 marzo 1941, al municipio di New York, sposò il dottor Thomas King, un osteopata e cristiano scientista.

## La malattia
Durante un'esibizione nel 1941 in Messico, la Lawrence si ritrovò incapace di stare in piedi : aveva la poliomielite. Intraprese il trattamento di Sister Kenny di stimolazione muscolare per la paralisi di entrambe le gambe. Tornò sul palcoscenico 18 mesi dopo, esibendosi su una sedia, sdraiata o su una piattaforma speciale; sebbene ostacolata dalla sua mancanza di mobilità, continuò ad esibirsi fino al 1952. Nel 1944, durante la seconda guerra mondiale, si esibì in concerti di beneficenza per intrattenere le truppe in Australia, seduta su una sedia. Un'esibizione come Amneris nell'Aida di Giuseppe Verdi a Parigi nel 1946 fu ben accolta così come le apparizioni in concerto dellElettra di Richard Strauss nel dicembre 1947 con la Chicago Symphony Orchestra e Artur Rodzinski, ma abbandonò le scene ed iniziò a lavorare come insegnante. Si ritirò nel suo ranch, Harmony Hills, a Hot Springs, in Arkansas, dove insegnava a studenti internazionali. In seguito accettò studenti dell'Università dell'Arkansas a Little Rock dalla fine degli anni '70 fino alla sua morte nel 1979.
Sebbene sia meglio conosciuta per le sue interpretazioni wagneriane, la Lawrence ha cantato una serie di altre opere, tra cui Salomè e la Carmen di Georges Bizet. Realizzò una serie di eccellenti registrazioni, principalmente di opere di Wagner. Ha ricevuto molte buone recensioni durante la sua carriera. Ha avuto una solida carriera in Francia, Messico, Australia e in tutto il Sud America, oltre che negli Stati Uniti. Non riuscì però di costruire una carriera importante in altre parti del mondo a causa della seconda guerra mondiale, quando la sua voce era ottima. Nel 1946 ricevette la croce della Legion d'Onore per il suo lavoro in Francia.
Nel 1949 scrisse la sua autobiografia Interrupted Melody; nel febbraio 1950 Hollywood era interessata a fare un film e lei dichiarò "Se viene girato un film, canterò". Nel 1955 la Metro-Goldwyn-Mayer pubblicò la versione cinematografica, Oltre il destino, con Eleanor Parker nei panni della Lawrence; la Parker amava l'opera e imparò a cantare tutte le arie, anche se in seguito il suo canto fu doppiato dal soprano Eileen Farrell. La Lawrence criticò il film come non fedele alla sua vita.

## Morte
Lawrence morì, all'età di 71 anni, per insufficienza cardiaca il 13 gennaio 1979 al St Vincent's Hospital, Little Rock, Arkansas e fu sepolta nel cimitero di Greenwood a Hot Springs, dove aveva stabilito la sua casa per molti anni.

## Onorificenze
Nel 1946 ricevette la croce della Legion d'Onore per il suo lavoro in Francia. Nel 1976 fu nominata Commendatore dell'Ordine dell'Impero Britannico su raccomandazione del Governo australiano.